# Майкл (горилла)
Майкл (англ. Michael; 17 марта 1973, Камерун — 19 апреля 2000) — первый самец гориллы, способный к общению с людьми. Его словарный запас составлял более 600 знаков амслена, которому его научили горилла Коко, зоопсихолог Франсин Паттерсон (которую гориллы называли знаком «пенни») и исследователи Стэнфордского университета. Майкл, будучи сиротой, провёл большую часть своей жизни в Вудсайде (штат Калифорния), где стал местной знаменитостью, в том числе создавая яркие абстрактные картины.

## Биография
Родители Майкла были убиты, когда он был ещё маленьким. Согласно фильму «Коко: разговоры с гориллой», его владельцы считали, что при помощи знаков он пытается сообщить о гибели матери от рук браконьеров. В возрасте трёх лет он был передан в Стэнфордский университет, где жил вместе с Коко.
Любимым цветом Майкла был жёлтый, а его любимыми телепередачами — «Улица Сезам» и «Мистер Роджерс». Он любил слушать музыку Лучано Паваротти и рассматривать картины. Майклу также нравилось рисование, и он всерьёз увлёкся этим — в отличие от Коко, которая рисовала только для развлечения.

## Использование языка жестов
В словарный запас Майкла входило свыше 600 знаков, некоторым из которых он научился от Коко. Так, они оба использовали знак «вонь» для обозначения цветов и «губа» для обозначения девушки. Из-за различий строения скелета и мышц между гомининами и человеком, гориллы использовали вариант американского языка жестов, модифицированный под их особенности, иногда называемый «горильим языком жестов» («Gorilla Sign Language», GSL).
В языке жестов глухие люди для описания концепций, не имеющих собственного отдельного знака, часто создают новые знаки, комбинируя два или более базовых знака. Кроме того, повторение или нарочитое преувеличение знака используется для смыслового выделения. Эти техники повторения, преувеличения и создания новых знаков путём объединения существующих также использовались и гориллами.
В первый год, проведённый под присмотром Фонда горилл, Майкл выучил 20 жестов. Так, Майкл характеризовал эпизод, который представители Фонда горилл считают событием, в котором от рук охотников погибла его мать, когда он сам был ещё совсем юным, следующими жестами:
«Раздавить мясо горилла. Рот зуб. Плакать резкий-звук громко. Плохой думать-опасность выражение-лица. Резать/горло губа дыра».
Поведение Майкла напоминало поведение ребёнка. При помощи языка жестов он описывал эмоции, воспоминания и ложь. И Майкл, и Коко использовали знак «подделка» для описания лжи или выражения своего сомнения в истинности высказывания.

## Смерть
Майкл умер от сердечного приступа, связанного с кардиомиопатией, 19 апреля 2000 года. Коко и её потенциальный избранник Ндуме в течение нескольких месяцев выражали скорбь о его смерти.
Коко умерла в 2018 году, и с тех пор учёные возвратили Ндуме в зоопарк Цинциннати, где он продолжил жить с двумя самками горилл.